# Джемелінський Віталій Васильович
Джемелі́нський Віта́лій Васи́льович (5 серпня 1937, СРСР) — радянський та український вчений у галузі технології машинобудування, кандидат технічних наук, професор. Науковий напрямок — фінішна обробка деталей без жорсткого кінематичного зв'язку. Автор понад 115 опублікованих наукових праць, зокрема, 2 навчальних посібників з грифом Міносвіти, довідник, 4 монографій, 19 патентів та винаходів. Голова підкомісії з технології конструкційних матеріалів НМК Міносвіти України, директор НДЦ фінішних технологій «Квалітет».

## Життєпис
У 1964 році Віталій Джемелінський закінчив з відзнакою механіко-машинобудівний факультет Київського політеху за спеціальністю інженер-педагог і практично одразу перейшов на партійну роботу. Заочно навчався в аспірантурі, а в 1970 році захистив кандидатську дисертацію під керівництвом Михайла Ковальченка і незабаром очолив відділ науки та навчальних закладів Київського міськкому та обкому Компартії України. Саме завдяки його зусиллям в той час було реалізовано сім регіональних комплексних науково-технічних програм, що сприяли просуванню на виробництво наукових розробок вчених АН УРСР, вищих навчальних закладів та галузевих НДІ. З 1974 року Віталій Джемелінський — доцент кафедри технології конструкційних матеріалів та матеріалознавства за сумісництвом. У 1984 році він перейшов на роботу в КПІ, де обійняв посаду проректора з навчально-виховної роботи, а у 1987–1990 роках очолив Міжгалузевий інститут підвищення кваліфікації з нових напрямів розвитку техніки і технології.
Розквіт професійної діяльності Віталія Джемелінського припав на період вагомих здобутків інституту радянської доби та розбудову освіти України часів незалежності. З 1990 року він працював на кафедрі ЛТКМ НТУУ «КПІ» та очолював НДЦ «Квалітет». Під його керівництвом було розроблено і впроваджено нові енергозберігаючі екологічно чисті технологічні процеси механізованої фінішної обробки виробів із металів і полімерних матеріалів. Крім того, з початку 1990-их він долучався до роботи Науково-методичної комісії з інженерного матеріалознавства Міносвіти і науки України, був член редколегії Всеукраїнського науково-технічного журналу «Вібрації в техніці та технології». У 1995 році Віталій Васильович отримав звання професора. Має іменні урядові нагороди, удостоєний почесного звання «Заслужений викладач КПІ».

## Праці
- Джемелінський, В. В. Основи професійної діяльності [Архівовано 27 жовтня 2017 у Wayback Machine.] [Електронний ресурс] : навчальний посібник / В. В. Джемелінський, Д. А. Лесик ; КПІ ім. Ігоря Сікорського. – Електронні текстові данні (1 файл: 15,2 Мбайт). – Київ : КПІ ім. Ігоря Сікорського, 2017. – 177 с. – Назва з екрана.
- Вивчення впливу термічних циклів дугового і лазерного зварювання на зміну структури і властивостей стикових зварних з’єднань високоміцної сталі 14ХГН2МДАФБ [Архівовано 27 жовтня 2017 у Wayback Machine.] / В. В. Джемелінський, А. В. Бернацький, В. Д. Шелягін [та ін.] // Матеріали Всеукраїнської науково-технічної конференції молодих вчених та студентів «Інновації молоді–машинобудуванню». Секція «Лазерна техніка та фізико-технічні технології», м. Київ, 19 квітня 2016. – Київ : НТУУ «КПІ». – 2016. – С. 16-18. – Бібліогр.: 4 назви.
- Данилейко, О. О. Комбіноване термодеформаційне зміцнення поверхні виробів із сталі 30ХГСА [Архівовано 27 жовтня 2017 у Wayback Machine.] / О. О. Данилейко, В. В. Джемелінський // Матеріали Всеукраїнської науково-технічної конференції молодих вчених та студентів «Інновації молоді–машинобудуванню». Секція «Лазерна техніка та фізико-технічні технології», м. Київ, 19 квітня 2016. – Київ : НТУУ «КПІ». – 2016. – С. 31-34. – Бібліогр.: 3 назви.
- Джемелінський, В. В. Інтенсифікація процесу очистки поверхонь [Архівовано 27 жовтня 2017 у Wayback Machine.] / В. В. Джемелінський, В. В. Хижевський // Матеріали Всеукраїнської науково-технічної конференції молодих вчених та студентів «Інновації молоді–машинобудуванню». Секція «Лазерна техніка та фізико-технічні технології», м. Київ, 19 квітня 2016. – Київ : НТУУ «КПІ». – 2016. – С. 85-87. – Бібліогр.: 5 назв.
- Джемелінський, В. В. Підвищення якості поверхонь дрібнорозмірних деталей складного профілю [Архівовано 27 жовтня 2017 у Wayback Machine.] / В. В. Джемелінський, С. С. Салій // Матеріали Всеукраїнської науково-технічної конференції молодих вчених та студентів «Інновації молоді–машинобудуванню». Секція «Лазерна техніка та фізико-технічні технології», м. Київ, 19 квітня 2016. – Київ : НТУУ «КПІ». – 2016. – С. 20-22. – Бібліогр.: 3 назви.
- Дослідження мікрорельєфу та структури поверхневого шару при лазерній та ультразвуковій термодеформаційній обробці інструментальної сталі [Архівовано 27 жовтня 2017 у Wayback Machine.] / Лесик Д. А., Джемелінський В. В., Данилейко О. О., Хижевський В. В. // Вісник НТУУ «КПІ». Машинобудування : збірник наукових праць. – 2016. – № 3(78). – С. 58–64. – Бібліогр.: 12 назв.
- Дослідження процесів дугового, лазерного та гібридного зварювання високоміцних сталей [Архівовано 27 жовтня 2017 у Wayback Machine.] / О. О. Данилейко, В. В. Джемелінський, В. Д. Шелягін [та ін.] // Матеріали Всеукраїнської науково-технічної конференції молодих вчених та студентів «Інновації молоді–машинобудуванню». Секція «Лазерна техніка та фізико-технічні технології», м. Київ, 19 квітня 2016. – Київ : НТУУ «КПІ». – 2016. – С. 18-20. – Бібліогр.: 4 назви.
- Лесик Д. А. Особливості формування мікрорельєфу та мікротвердості термічно зміцнених зон сканувальним лазерним променем [Архівовано 27 жовтня 2017 у Wayback Machine.] / Лесик Д. А., Джемелінський В. В. // Вісник НТУУ «КПІ». Машинобудування : збірник наукових праць. – 2015. – № 1(73). – С. 100–106. – Бібліогр.: 13 назв.
- Джемелінський В. В. Визначення оптимальних параметрів лазерно-ультразвукового зміцнення та оздоблювання поверхонь виробів [Архівовано 27 жовтня 2017 у Wayback Machine.] / Джемелінський В. В., Лесик Д. А. // Вісник НТУУ «КПІ». Машинобудування : збірник наукових праць. – 2013. – № 2(68). – С. 15–18. – Бібліогр.: 9 наз
- Джемелінський В. В. Перспективи використання лазерно–ультразвукового оздоблювання та зміцнення поверхонь деталей [Архівовано 27 жовтня 2017 у Wayback Machine.] / Джемелінський В. В. Конашевич Г. Ю., Лесик Д. А. // Вісник НТУУ «КПІ». Машинобудування : збірник наукових праць. – 2012. – № 64. – С. 184–189. – Бібліогр.: 10 назв.
- Джемелінський В.В. Технологія очисної та зачисної обробки заготовок. — Київ : НМК ВО, 1992. — 104 с.
- Гусєв В.І., Джемелінський В.В. Наука предлагает решение. — Київ : Політвидання України, 1988. — 261 с.
- Методичні вказівки з лабораторних і практичних робіт до вивчення дисципліни «Технологія конструкційних матеріалів. Зварювальне виробництво» [Електронний ресурс] [Архівовано 16 листопада 2017 у Wayback Machine.] / НТУУ «КПІ ім. Ігоря Сікорського» ; уклад. В. В. Джемелінський, Ю. . Ключников, О. Т. Сердітов, А. М.. Лутай, В. Л. Дубнюк. – Електронні текстові данні (1 файл: 886,1 Кбайт). – Київ : КПІ ім. Ігоря Сікорського, 2017. – 37 с. – Назва з екрана.
- Методичні вказівки для виконання лабораторних та практичних робіт з курсу «Технологія конструкційних матеріалів». Розділ «Обробка металів тиском» [Електронний ресурс]  [Архівовано 23 жовтня 2017 у Wayback Machine.] / КПІ ім. Ігоря Сікорського ; уклад. В. В. Джемелінський, Ю. В. Ключников, О. Т. Сердітов, О. Д. Кагляк, П. В. Кондрашев. – Електронні текстові данні (1 файл: 860,4 Кбайт). – Київ : КПІ ім. Ігоря Сікорського, 2017. – 62 с. – Назва з екрана.
- Джемелінський, В. В. Підвищення якості поверхонь дрібнорозмірних деталей складного профілю [Архівовано 27 жовтня 2017 у Wayback Machine.] / В. В. Джемелінський, С. С. Салій // Матеріали Всеукраїнської науково-технічної конференції молодих вчених та студентів «Інновації молоді–машинобудуванню». Секція «Лазерна техніка та фізико-технічні технології», м. Київ, 19 квітня 2016. – Київ : НТУУ «КПІ». – 2016. – С. 20-22. – Бібліогр.: 3 назви.
- Джемелінський, В. В. Інтенсифікація процесу очистки поверхонь [Архівовано 27 жовтня 2017 у Wayback Machine.] / В. В. Джемелінський, В. В. Хижевський // Матеріали Всеукраїнської науково-технічної конференції молодих вчених та студентів «Інновації молоді–машинобудуванню». Секція «Лазерна техніка та фізико-технічні технології», м. Київ, 19 квітня 2016. – Київ : НТУУ «КПІ». – 2016. – С. 85-87. – Бібліогр.: 5 назв.
- Методичні вказівки з лабораторних і практичних робіт до вивчення дисципліни «Технологія конструкційних матеріалів. Ливарне виробництво» [Електронний ресурс] [Архівовано 16 листопада 2017 у Wayback Machine.] / НТУУ «КПІ ім. Ігоря Сікорського» ; уклад. Ю. В. Ключников, П. В. Кондрашев, В. В. Джемелінський, О. Т. Сердітов, А. М. Лутай, О. О. Гончарук. – Електронні текстові данні (1 файл: 4,96 Мбайт). – Київ : КПІ ім. Ігоря Сікорського, 2017. – 58 с. – Назва з екрана.
- Данилейко, О. О. Комбіноване термодеформаційне зміцнення поверхні виробів із сталі 30ХГСА [Архівовано 27 жовтня 2017 у Wayback Machine.] / О. О. Данилейко, В. В. Джемелінський // Матеріали Всеукраїнської науково-технічної конференції молодих вчених та студентів «Інновації молоді–машинобудуванню». Секція «Лазерна техніка та фізико-технічні технології», м. Київ, 19 квітня 2016. – Київ : НТУУ «КПІ». – 2016. – С. 31-34. – Бібліогр.: 3 назви.
- Вивчення впливу термічних циклів дугового і лазерного зварювання на зміну структури і властивостей стикових зварних з’єднань високоміцної сталі 14ХГН2МДАФБ [Архівовано 27 жовтня 2017 у Wayback Machine.] / В. В. Джемелінський, А. В. Бернацький, В. Д. Шелягін [та ін.] // Матеріали Всеукраїнської науково-технічної конференції молодих вчених та студентів «Інновації молоді–машинобудуванню». Секція «Лазерна техніка та фізико-технічні технології», м. Київ, 19 квітня 2016. – Київ : НТУУ «КПІ». – 2016. – С. 16-18.. – Бібліогр.: 4 назви.
- Дослідження процесів дугового, лазерного та гібридного зварювання високоміцних сталей [Архівовано 27 жовтня 2017 у Wayback Machine.] / О. О. Данилейко, В. В. Джемелінський, В. Д. Шелягін [та ін.] // Матеріали Всеукраїнської науково-технічної конференції молодих вчених та студентів «Інновації молоді–машинобудуванню». Секція «Лазерна техніка та фізико-технічні технології», м. Київ, 19 квітня 2016. – Київ : НТУУ «КПІ». – 2016. – С. 18-20. – Бібліогр.: 4 назви.
- Тарасюк А. С. Вплив ультразвукової ударної обробки на зміну мікрорельєфу поверхні сталі 12Х18Н9Т [Архівовано 16 листопада 2017 у Wayback Machine.] / А. С. Тарасюк, Д. АмЛесик, В. В. Джемелінський // Матеріали Всеукраїнської науково-технічної конференції молодих вчених та студентів «Інновації молоді–машинобудуванню». Секція «Лазерна техніка та фізико-технічні технології», м. Київ, 19 квітня 2016. – Київ : НТУУ «КПІ. – 2016. – С.59-62. Бібліогр.: 5 назв.
- Методичні вказівки для виконання лабораторних та практичних робіт з курсу «Технологія конструкційних матеріалів». Розділ «Обробка металів різанням» [Електронний ресурс] [Архівовано 16 листопада 2017 у Wayback Machine.] / КПІ ім. Ігоря Сікорського ; уклад. В. В. Джемелінський, Ю. В. Ключников, О. Т. Сердітов, О. О. Гончарук, А. М. Лутай. – Електронні текстові данні (1 файл: 1,09 Мбайт). – Київ : КПІ ім. Ігоря Сікорського, 2017. – 45 с. – Назва з екрана.
- Джемелінський В. В. Комбінована лазерно-ультразвукова оздоблювально-зміцнювальна обробка виробів із сталі. Laser Technologies in Welding and Materials Processing / В. В. Джемелінський. // Kiev: International Association "Welding". – 2013. – С.26-29.